# Cartografía de África

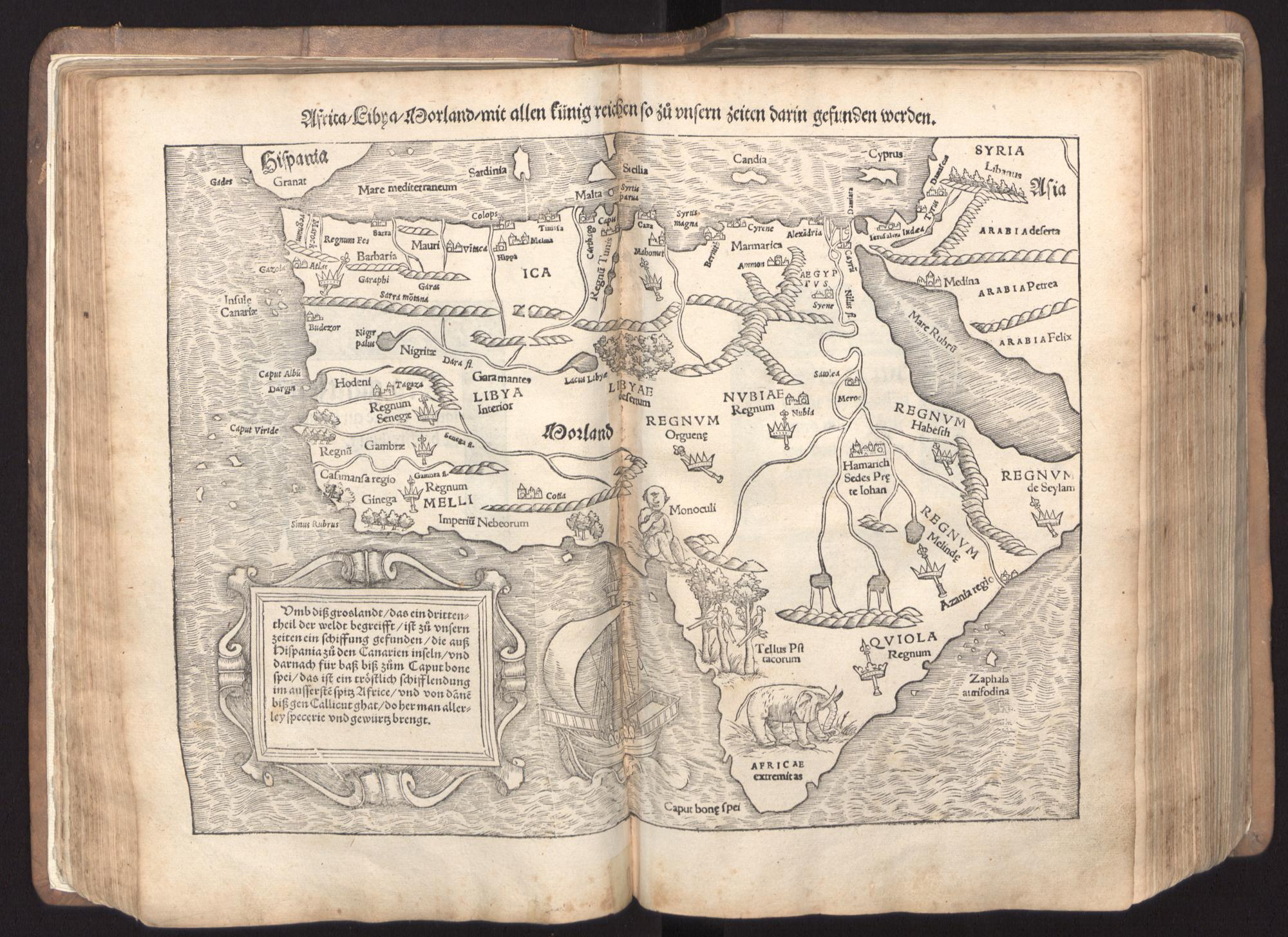
Mapa de África de Sebastian Münster (Cosmographia (1545). La leyenda menciona la ruta de las especias descubierta "en nuestros tiempos" (zů unsern zeiten) desde la península ibérica hasta Callicut, pasando por las islas Canarias y el Cabo de Buena Esperanza.

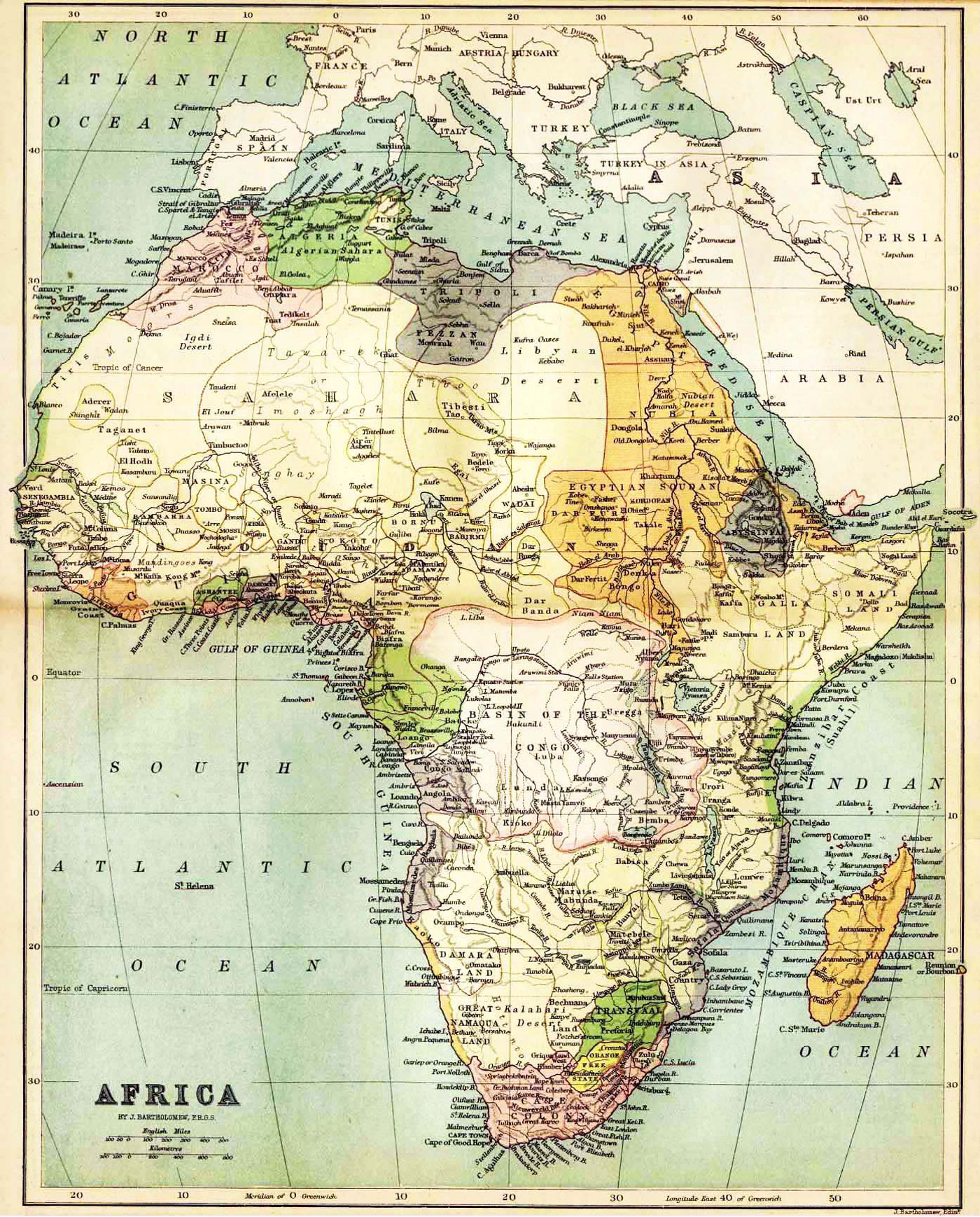
Mapa de África de 1885 por John Bartholomew, mostrando la situación del continente en vísperas del reparto de África. Se incluyen el Marruecos alahuita, los estados otomanos de Argelia, Túnez, Tripolitania y Egipto, Abisinia y, en el sur, la colonia de El Cabo, el Estado Libre de Orange y el Transvaal. Los detalles mostrados en el interior se basan en expediciones recientes, como la de Henry Morton Stanley al Lago Victoria de 1871.

Las primeras representaciones cartográficas de África se encuentran en los primeros mapas del mundo. En la Antigüedad clásica los topónimos latinos Africa o Libia designaban una cuarta parte del mundo conocido según el esquema de los mapas de T en O: la correspondiente a la costa suroeste del mar Mediterráneo. Sólo se conocía con alguna precisión la costa norte del continente, descrita en los periplos griegos desde el siglo VI a. C. (las fuentes púnicas -periplo de Hannón- eran también conocidas por los griegos, y todavía más extensas, recogiendo las costas atlánticas).
Los geógrafos grecorromanos de época helenística incluían a Egipto como parte de Asia, tomando como límite entre los continentes el Catabathmus Magnus (el promontorio Akabah el-Kebir, al oeste del actual Egipto).  El mapa de Ptolomeo (siglo II) muestra un conocimiento amplio de la topografía general del Norte de África, pero nada concreto al sur del Ecuador. El límite de su información de la costa atlántica es el cabo Espartel (35° 48′ N); y asume que hacia el sur la debería orientarse hacia el este, dibujando un "gran golfo del Océano occidental", lo que no tiene por qué indicar que dispusiera de ningún tipo de noticia de la existencia del golfo de Guinea. En la costa oriental, conoce la existencia del mar Rojo (Sinus Arabicus) y la forma genérica del cuerno de África, en cuya costa sur dibuja un golfo que denomina Sinus Barbaricus.
Con las exploraciones europeas de África desde el siglo XV, los mapas se hacen más precisos. El mapamundi de Fra Mauro, de 1459, muestra una representación más detallada de África como continente, incluyendo el Cabo de Diab como su punto más meridional, lo que corresponde a una expedición de 1420. la Cosmographia de Sebastian Münster (1545) recoge el caput bonae spei (Cabo de Buena Esperanza), que había sido alcanzado por Bartolomeu Dias en 1488. 
El interior no se cartografía con detalle hasta la segunda mitad del siglo XIX.